# Музей Сатріямандала
Музей Сатріямандала (англ. The Satriamandala Museum також відомий, як Сатрія Мандала) — головний музей збройних сил Індонезії. Відкрився 5 жовтня 1972 року, знаходиться у південній Джакарті, займає площу 5,6 гектара (14 акрів) і володіє численними артефактами, зброєю і транспортними засобами.

## Музей
Музей знаходиться на вулиці Гатот Соброто, Західний Кунінган, Мемпенг у Південній Джакарті, займаючи територію площею 5,6 гектраів (14 акрів); експонати розміщено у трьох будівлях і виставкових майданчиках. Це головний військовий музей Індонезії.
Назва Сатрія Мандала походить від санскриту і перекладається як «священне місце лицарів». Музей можуть відвідати усі бажаючі, а також його архіви знаходяться у вільномі доступі для людей, що займаються дослідженням історії збройних сил Індонезії.

## Історія
У 1968 році в голови відділу історії збройних сил Індонезії Нугрохо Нотосусанто з'явилась ідея створення сучасного музею, який показуватиме роль війська у розвитку Індонезії. Наявні музеї, наприклад Музей боротьби, не мали достатнього фінансування, а також не було чітко визначено їхню місію. Ще не існувало музею, який би показував роль війська загалом, а тільки роль сухопутних військ, військово-морських чи військово-повітряних сил. Нотосусанто спроектував дизайн свого музую, беручи за основу Австралійський військовий меморіал в Канберрі і Національний музей історії в Мехіко, Мексика.
Спочатку військові надіслали запит президенту Сухарто на використання приміщення президентського палацу в Богорі для розміщення музею, проте запит було відхилено. Натомість їм було запропоновано будівлю Вісма Ясо, яку було збудовано у 1960 році для Ратни Деві Сарі, дружини тодішнього президента Сукарно; будівлю було виконано у японському стилі, оскільки Ратна була японкою. Житло було перетворено в музей, роботу розпочали 15 листопада 1971 року. Хоча будівництво продовжувалось до 1979 року, музей було офіційно відкрито президентом Сухарто в День армії, 5 жовтня 1972 року. У день відкриття в музеї було тільки двадцять діорам.
У 1987 році було збудовано додатковий музей Васпада Пурбавесеза (в перекладі — Музей вічної пильності). Після того як військовими силами було придушено декілька протестів консервативних мусульманських угруповань, наприклад в Танджун Пріоці, уряд Нового порядку зосередився на поширенні п'яти принципів мирного співіснування «Панча Шила»; Васпада Пурбавесеза відігравав цю роль у Сатріямандалі.
У січні 2010 року Сатріямандалу було проголошено культурною власністю Індонезії. Протягом 2006–2008 років в музеї побувало в середньому 48000 відвідувачів.

## Експонати
У музеї зосереджено безліч експонатів, пов'язаних з військовою історією Індонезії. Тут є кімната, присвячена знаменам різних військових з'єднань; кімната з артефактами, що належали генералу Уріпу Сумохарджо (першому військовому начальнику штабу), а також генералу армії Судірману (першому військовому головнокомандувачу), генералу Абдулу Харісу Насутіону та генералу Сухарто. Також тут знаходяться сотні гвинтівок, гранат, загострених бамбукових палиць та іншої зброї, що датуються 1940 роком і пізніше. В залі героїв розташовано статуї в повний ріст військових, що були проголошені національними героями Індонезії, в тому числі Судірмана й Уріпа в місці пошани в кінці залу.
Тут також установлено 75 діорам, присвячених революціям, що передували здобуттю незалежності; національній революції; військовій боротьбі після революції. Діорами були створені майстром з Джок'якарти. Інші експонати в музеї є фотографічними.
Також в музеї є декілька військових машин, які знаходяться в основному на виставкових майданчиках. Серед них є судно KRI Pattimura, яке брало участь у бойових діях у Папуа; літак AT-16 Harvard, B-25 Mitchell, P-51 Mustang, старий президентський літак RI 001 і вертоліт Mil Mi-4; а також наземний транспорт, як-от: танки, машини швидкої допомоги і джип Willys MB, який належав Судірману.
Васпада Пурбавесеза, п'ятиповерховий музей у формі п'ятикутника, вміщує в собі діорами і артефакти з військових конфліктів з консервативними екстримістськими ісламськими угрупованнями. Тут можна побачити артефакти з поразки повстання угруповання Дарул іслам та артефакти з інших військових конфліктів з ісламськими угрупованнями.

## Колекції, що заслуговують уваги
- Проект проголошення незалежності Індонезії, написаний президентом Сукарно.
- Паланкін, на якому сім місяців носили генерала Судірмана, коли він був партизаном.